# سیارک ۸۷۰۲
سیارک ۸۷۰۲ (به انگلیسی: 8702 Nakanishi، نامگذاری:1993VX3) هشت هزار و هفتصد و دومین سیارک کشف شده‌است که در ۱۴ نوامبر ۱۹۹۳ کشف شد.
قدر مطلق سیارک برابر ۲۱.۴ است.